# Amt Landhagen
Het Amt Landhagen is een samenwerkingsverband van 10 gemeenten in het  Landkreis Vorpommern-Greifswald in de Duitse deelstaat Mecklenburg-Voor-Pommeren. Het Amt telt 10.615 inwoners. Het bestuurscentrum bevindt zich in  Neuenkirchen. Het huidige Amt ontstond in 1992.

## Gemeenten
1. Behrenhoff (833)
2. Dargelin (362)
3. Dersekow (1.096)
4. Diedrichshagen ( x)
5. Hinrichshagen (924)
6. Levenhagen (423)
7. Mesekenhagen (1.070)
8. Neuenkirchen * (2.391)
9. Wackerow (1.496)
10. Weitenhagen (2.020)